# Nhà thờ Tin lành ở Blatnica
Nhà thờ Tin lành ở Blatnica (tiếng Slovakia: Evanjelický kostol v Blatnici) là một nhà thờ được xây dựng theo chủ nghĩa cổ điển, tọa lạc ở làng Blatnica, vùng Žilina, Slovakia. Vào ngày 17 tháng 5 năm 2010, nhà thờ này được ghi danh vào Danh sách Di tích Trung ương theo quyết định của Bộ Văn hóa Cộng hòa Slovakia.

## Lịch sử
Sau nhiều năm đạo Tin lành bị đàn áp, những giáo dân Tin lành được cho phép xây dựng nhà thờ của riêng họ. Nhà thờ được xây dựng theo khởi xướng của giáo dân không chỉ ở Blatnice mà còn ở Karlova và Laskář. Viên đá nền móng được đặt vào ngày 15 tháng 5 năm 1786, và nhà thờ được hoàn thành vào mùa thu cùng năm. Việc xây dựng nhà thờ nhận được sự bảo trợ của Eva Rothová, vợ của Gabriel Prónai.
Ban đầu, nhà thờ không có tháp chuông, vì các nhà thờ Tin lành vẫn phải chịu một số hạn chế xây dựng nhất định. Tòa tháp chuông được xây dựng vào năm 1817, nhân kỷ niệm 300 năm bắt đầu cuộc Kháng cách. Ban đầu, tháp chuông chứa ba quả chuông, nhưng sau khi bị trưng dụng vào năm 1817, trong Chiến tranh thế giới thứ nhất, hiện chỉ có một quả chuông được bảo tồn. Công cuộc tu bổ toàn diện ngôi nhà thờ kéo dài trong khoảng thời gian 1970 - 1980.